# Академия Пушкаша
Академия футбола Ференца Пушкаша (венг. Puskás Ferenc Labdarugó Akadémia) или просто Академия Пушкаша — дочерняя команда футбольного клуба «МОЛ Фехервар», базируется в Фельчуте, Венгрия. Некоторые из старших членов команды U-18 также играют за резервы «МОЛ Фехервар». С 2012 года стала независима от «МОЛ Фехервар», что позволило команде выступать в высшем дивизионе и еврокубках.

## История
Целью основателей было создание академии для «Видеотона» (ныне «МОЛ Фехервар») и почтение чести бывшей звезды венгерского футбола Ференца Пушкаша.
В 2008 году академия при поддержке венгерского филиала «Suzuki» организовала международный турнир по футболу под названием Кубок Пушкаша или Пушкаш-Судзуки Купа. Целью основателей было создание клубного турнира, который предложит талантливым молодым футболистам (до 17 лет) возможность померяться силами между собой и почтить память Ференца Пушкаша.
1 июня 2012 года Адам Дюрчу, выпускник академии, дебютировал за сборную Венгрии, выйдя на замену в матче против Чехии в 65-й минуте, он забил победный гол в игре.
В сезоне 2010/11 клуб занял третье место во II лиге (Запад). В сезоне 2011/12 клуб занял восьмое место, а в следующем году выиграл лигу и впервые в истории поднялся в высший дивизион.
В сезоне 2015/16 года «Академия Пушкаша» вылетела из высшей лиги, но в следующем сезоне 2016/17 клуб занял первое место во второй лиге чемпионата Венгрии и сразу вернулся в высшую лигу.
В 2018 году футбольный клуб вышел в финал национального кубка, но проиграл «Уйпешту» по пенальти.
В сезоне 2019/20 «Академия» заняла третье место в чемпионате Венгрии, и впервые отправилась в еврокубки. Свой первый матч в Лиге Европы команда проиграла шведскому «Хаммарбю» с разгромным счётом 3:0.
«Академия» финишировала второй в сезоне 2020/21, таким образом, клуб получил право участвовать в Лиге конференций 2021/22. В первом туре «Академия» сыграла вничью с «Интер Турку» и обыграла финскую команду дома. Однако во втором раунде клуб потерпел поражение в обоих матчах от латвийского клуба РФС.
21 июля 2022 года после домашней ничьи «Академия» проиграла клубу «Витория Гимарайнш» со счётом 3:0 в первом матче второго раунда Лиги конференции 2022/23 на выезде, выбыв из турнира.
В сезоне 2023/24 «Академия Пушкаша» заняла третье место. Клуб выиграл 15 матчей, в том числе 13 августа 2023 года одержал неожиданную победу на выезде над действующим чемпионом «Ференцварошем».

## Достижения
- Победитель Второго дивизиона Венгрии: 2012/13, 2016/17
- Финалист Кубка Венгрии: 2018
- Вице-чемпион Чемпионата Венгрии: 2020/21
- Бронзовый призёр Чемпионата Венгрии: 2019/20, 2021/22, 2023/24

## Выступления клуба в еврокубках
| Сезон   | Турнир                | Раунд              | Клуб                | Дома         | В гостях  | Итог           |
| ------- | --------------------- | ------------------ | ------------------- | ------------ | --------- | -------------- |
| 2020/21 | Лига Европы УЕФА      | Первый кв.         | Хаммарбю            | 0:3          | 0:3       | 0:3            |
| 2021/22 | Лига конференций УЕФА | Первый кв.         | Интер (Турку)       | 2:0          | 1:1       | 3:1            |
| 2021/22 | Лига конференций УЕФА | Второй кв.         | РФС                 | 0:2          | 0:3       | 0:5            |
| 2022/23 | Лига конференций УЕФА | Второй кв.         | Витория (Гимарайнш) | 0:0          | 0:3       | 0:3            |
| 2024/25 | Лига конференций УЕФА | Второй кв.         | Днепр-1             | 3:0 (тех)    | 3:0 (тех) | 6:0            |
| 2024/25 | Лига конференций УЕФА | Третий кв.         | Арарат-Армения      | 3:3          | 1:0       | 4:3            |
| 2024/25 | Лига конференций УЕФА | Кв. раунд плей-офф | Фиорентина          | 1:1 (доп.вр) | 3:3       | 4:4 (4:5 пен.) |